# Lampas
Lampas é um género botânico pertencente à família Loranthaceae.

## Espécies
- Lampas elmeri